# 西寛二郎
西 寛二郎（にし かんじろう、弘化3年3月10日（1846年4月5日）- 1912年（明治45年）2月28日）は、日本の陸軍軍人。教育総監、遼東守備軍司令官、軍事参議官等を歴任する。官位は陸軍大将正二位勲一等功一級子爵。

## 経歴
薩摩藩士、西太郎兵衛の長男として生まれ、幼少の頃から島津久光の下に仕えた。戊辰戦争等転戦し明治4年（1871年）7月、陸軍に入る。初任は陸軍中尉で御親兵2番大隊付を命ぜられた。同年12月、陸軍大尉に進み1873年（明治6年）12月、陸軍少佐に任ぜられる。1874年（明治7年）の佐賀の乱には征討参謀として出征、続く台湾出兵にも従軍し1877年（明治10年）の西南戦争では別働第1旅団参謀として参戦するが、この時負傷する。
その後、近衛幕僚参謀・参謀本部管東局員を経て1881年（明治14年）2月、歩兵第11連隊長に就任し、翌年、陸軍大佐に進む。大佐として名古屋鎮台参謀長、東京鎮台参謀長、参謀本部第1局長等を経験し1889年（明治22年）8月、陸軍少将に任ぜられ歩兵第11旅団長に補される。翌年6月に歩兵第2旅団長に移り、この時日清戦争に出征する。この戦役では山地元治中将指揮の下金州・旅順・田庄台を攻略し、その功をもって1895年（明治28年）8月、男爵を授けられ華族に列せられる。
1896年（明治29年）5月に威海衛占領軍司令官となり、同10月、陸軍中将に進み、乃木希典の後任として第2師団長に就任する。1904年（明治37年）2月の日露戦争に出征し功を挙げ同年6月に陸軍大将に進級する。同年9月の遼東守備軍司令官を経て1905年（明治38年）5月9日、陸軍三長官の一角教育総監に就任する。翌年4月には功一級金鵄勲章を受章し、1907年（明治40年）の伏見宮貞愛親王の渡欧に当たっては随員を仰せ付けられる。帰国後の9月子爵に陞爵し、1908年（明治41年）の軍事参議官の後1911年（明治44年）3月後備役となる。1912年（明治45年）2月28日薨去。没後に勲一等旭日桐花大綬章を贈られる。
墓所は東京都港区南青山・青山霊園。

## 軍歴
- 明治 4年（1871年）
  - 7月25日 - 中尉
  - 12月4日 - 大尉
- 明治 6年（1873年）12月14日 - 少佐
- 明治12年（1879年） 3月20日 - 中佐
- 明治15年（1882年） 2月 6日 - 大佐
- 明治22年（1889年） 8月24日 - 少将
- 明治29年（1896年）10月14日 - 中将
- 明治37年（1904年）6月 - 大将
- 明治38年（1905年）5月9日 - 教育総監
- 明治44年（1911年）3月10日 - 後備役[1]

## 栄典
位階
- 1874年（明治7年）2月18日 - 従六位[2]
- 1889年（明治22年）9月27日 - 従四位[3]
- 1894年（明治27年）10月26日 - 正四位[4]
- 1899年（明治32年）11月30日 - 従三位[5]
- 1904年（明治37年）6月16日 - 正三位[6]
- 1909年（明治42年）7月10日 - 従二位[7]
- 1912年（明治45年）2月28日 - 正二位[8]

爵位
- 1895年（明治28年）8月20日 - 男爵[9]
- 1907年（明治40年）9月21日 - 子爵[10]

勲章等
| 受章年                     | 略綬 | 勲章名                   | 備考 |
| -------------------------- | ---- | ------------------------ | ---- |
| 1885年（明治18年）4月7日   |      | 勲三等旭日中綬章         |      |
| 1889年（明治22年）11月25日 |      | 大日本帝国憲法発布記念章 |      |
| 1895年（明治28年）5月23日  |      | 勲二等瑞宝章             |      |
| 1895年（明治28年）8月20日  |      | 功三級金鵄勲章           |      |
| 1895年（明治28年）8月20日  |      | 旭日重光章               |      |
| 1895年（明治28年）11月18日 |      | 明治二十七八年従軍記章   |      |
| 1903年（明治36年）5月16日  |      | 勲一等瑞宝章             |      |
| 1906年（明治39年）4月1日   |      | 功一級金鵄勲章           |      |
| 1906年（明治39年）4月1日   |      | 旭日大綬章               |      |
| 1906年（明治39年）4月1日   |      | 明治三十七八年従軍記章   |      |
| 1912年（明治45年）2月28日  |      | 旭日桐花大綬章           |      |

外国勲章佩用允許
| 受章年                     | 国籍                         | 略綬 | 勲章名                                 | 備考 |
| -------------------------- | ---------------------------- | ---- | -------------------------------------- | ---- |
| 1907年（明治40年）12月5日  | イギリス帝国                 |      | ヴィクトリアン勲章グランドクロッス     |      |
| 1907年（明治40年）12月5日  | フランス共和国               |      | レジオンドヌール勲章グランオフイシエー |      |
| 1907年（明治40年）12月5日  | オーストリア＝ハンガリー帝国 |      | レオポール勳章グランクロワー           |      |
| 1909年（明治42年）11月25日 | 大清帝国                     |      | 頭等第三双竜宝星                       |      |

## 親族
- 後を嗣子の鯱男が継いだ。陸軍歩兵中尉となるが、1915年に隠居した[19]。墓所は多磨霊園に所在。
- 六男：勝男 - 兄・鯱男の隠居後、家督を継承[19]。勝男は陸軍士官学校を28期で卒業し階級は陸軍大佐に至る。
- 長女：アイ - 佐治喜一陸軍少将に嫁ぐ[19]。佐治は会津藩所縁の人物で稚松会会員[20]。
- 三女：ハル - 若尾謹之助（実業家・甲州財閥若尾家）に嫁ぐ[19]。